# Chiesa dei Santi Gervasio e Protasio (Dosolo)
La chiesa dei Santi Gervasio e Protasio è la parrocchiale di Dosolo, in provincia di Mantova e diocesi di Cremona; fa parte della zona pastorale 5.

## Storia
Nel Liber Synodalium del 1385 si legge che l'originaria chiesa di Dosolo era filiale della pieve di Casalmaggiore.

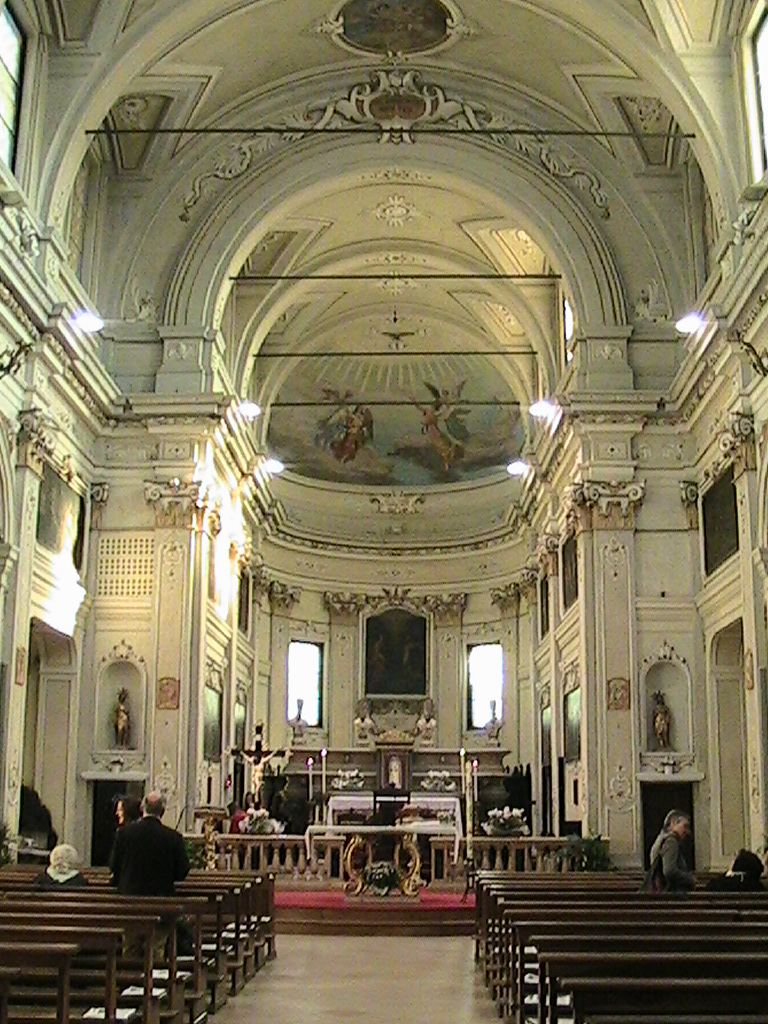
L'interno

 Dalla relazione della visita pastorale del 1601 del vescovo Cesare Speciano s'apprende che la chiesa era compresa nel vicariato di Viadana, che i fedeli erano circa 1000 e che a servizio della curia d'anime c'erano il parroco e un sacerdote coadiutore.
La chiesa venne ricostruita tra il 1731 ed il 1741 su progetto del lonatese Paolo Soratini e per volere del parroco don Antonio Mainoldi.
Nel 1786 risultava che il clero della parrocchia dosolese fosse composto dal parroco, un curato, un sacerdote coadiutore, dodici sacerdoti e tre chierici e che i fedeli ammontassero a 1566, scesi poi a 1516 nel 1809.
Nella prima metà del Novecento la chiesa divenne sede del vicariato di Dosolo, che comprendeva anche le parrocchie di Cavallara, Correggioverde, Sabbioni, Pomponesco, San Matteo delle Chiaviche e Villastrada. Questo vicariato fu soppresso il 29 settembre 1975 nell'ottica della generale riorganizzazione territoriale della diocesi.

## Descrizione
La facciata della chiesa si presenta in cotto.

All'interno della chiesa sono conservati due affreschi strappati dalla precedente chiesa che rappresentano la Madonna in trono e la Madonna con Bambino, due statue settecentesche raffiguranti i santi Gervasio e Protasio, una statua lignea di San Rocco e diverse pregevoli opere di Marcantonio Ghislina, Francesco Maria Raineri, Giuseppe Bazzani, Giovambattista Galli, Bortolo Dall'Acqua e Giovanni Gaibazzi.